# Amomum chaunocephalum
Amomum chaunocephalum är en enhjärtbladig växtart som beskrevs av Karl Moritz Schumann. Amomum chaunocephalum ingår i släktet Amomum och familjen Zingiberaceae.
Artens utbredningsområde är Papua Nya Guinea. Inga underarter finns listade i Catalogue of Life.